# Холл, Сьюзан
Сьюзан Мэри Холл (англ. Susan Mary Hall, урождённая Cole; род. 1955, Лондон) — британский политический деятель, в июне 2017 года избрана в Лондонскую ассамблею и была лидером лондонских Консерваторов с 2019 по 2023 год.
Холл является кандидатом Консерваторов на выборах мэра Лондона в 2024 году.

## Биография
В 2006 году Холл стала советником округа Харроу и была председателем Совета  данного  лондонского округа с 2013 по 2014 год.
В 2017 году она была избрана членом  Лондонской ассамблеи и переизбрана в 2021 году. Холл являлась Лидером Лондонских Консерваторов с 2019 по 2023 год и стала первой женщиной, занявшей этот пост.
19 июля 2023 года она победила во внутрипартийных выборах и стала официальным кандидатом от Консерваторов на выборах мэра Лондона, которые состоятся в мае 2024 года.